# Ronde van de Mirabelle
De Ronde van de Mirabelle (Frans: Tour de la Mirabelle) is een wielerwedstrijd die sinds 2002 jaarlijks wordt verreden in het Franse departement Lotharingen.

## Geschiedenis
De koers zag in 2002 het levenslicht als Ronde du Piémont Vosgien, nadat twee regionale wielerkoersen uit Lotharingen (GP des Commerçants & Artisans en GP des Faïenciers) werden samengesmolten. Beide koersen werden tijdens het paasweekend verreden: de GP des Commerçants & Artisans op zaterdag in Raon-l'Étape, de GP des Faïenciers op zondag in Badonviller.
In 2012 werd de wedstrijd, tien jaar na de oprichting, voor het eerst ingeschreven als Nationale Elite-wedstrijd. Met de Tour du Piémont Vosgien kreeg het meteen ook een nieuwe naam. In 2017 veranderde de naam opnieuw, ditmaal naar Tour de la Mirabelle. Vanaf dat jaar werd de wedstrijd in drie etappes verreden.
In 2019 trad de Ronde van de Mirabelle toe tot de UCI Europe Tour, waarbij de koers geclassificeerd werd als een 2.2-wedstrijd. De wedstrijd omvatte in 2019 vier etappes die in drie dagen werden verreden, in 2020 uit drie etappes en in 2021 uit vier etappes (inclusief proloog) over vier dagen uitgespreid.

## Erelijst

### Overwinningen per land
| Overwinningen | Land                                                                    |
| ------------- | ----------------------------------------------------------------------- |
| 5             | Frankrijk, België                                                       |
| 1             | Duitsland, Estland, Noorwegen, Verenigd Koninkrijk, Zweden, Zwitserland |

2005 · 
2006 · 
2007 · 
2008 · 
2009 · 
2010 · 
2011 · 
2012 · 
2013 · 
2014 · 
2015 · 
2016 · 
2017 ·
2018 ·
2019 ·
2020 ·
2021 ·
2022 ·
2023 ·
2024 ·
2025
Belangrijkste etappewedstrijden

Internationaal Wegcriterium · Driedaagse Brugge-De Panne · Ronde van de Alpen · Vierdaagse van Duinkerke · Ronde van Beieren · Ronde van Noorwegen · Ronde van België · Ronde van Luxemburg · Ronde van Oostenrijk · Ronde van Wallonië · Ronde van Burgos · Ronde van Denemarken · Arctic Race of Norway · Ronde van Groot-Brittannië
Belangrijkste eendaagse wedstrijden

Trofeo Laigueglia · GP Lugano · GP Nobili Rubinetterie · Dwars door Vlaanderen · Scheldeprijs · Brabantse Pijl · GP Kanton Aargau · Brussels Cycling Classic · GP Fourmies · Primus Classic Impanis-Van Petegem · Ronde van de Drie Valleien · Milaan-Turijn · Ronde van Piemonte · Ronde van het Münsterland · Ronde van Emilia · Parijs-Tours · GP Bruno Beghelli